# Dido (piłkarz)
Dido, właśc. Edson Silva (ur. 27 czerwca 1962 w Brazylii) – brazylijski piłkarz, grający na pozycji pomocnika, trener piłkarski.

## Kariera piłkarska

### Kariera klubowa
W 1979 rozpoczął karierę piłkarską w klubie CR Flamengo. W 1982 występował w Americe, a potem przeszedł do Santos FC Latem 1986 wyjechał do Izraela, gdzie bronił barw klubów Beitar Jerozolima i Maccabi Holon. W 1996 zakończył karierę piłkarską.

## Kariera trenerska
W 1996 rozpoczął karierę szkoleniowca w Maccabi Holon. Potem trenował drużyny w Holandii i na Malcie. W lutym 2001 stał na czele reprezentacji Wietnamu. W latach 2003–2004 trenował klub z Arabii Saudyjskiej. W 2005 kierował reprezentację Chińskiego Tajpej, a następnie prowadził kluby Piauí EC i EC Flamengo. W 2009 roku został wybrany na selekcjonera reprezentacji Bangladeszu.